# Apostolische Präfektur Jian’ou
Die Apostolische Präfektur Jian'ou (lat.: Apostolica Praefectura Kienovensis) ist eine in der Volksrepublik China gelegene römisch-katholische Apostolische Präfektur mit Sitz in Jian’ou.

## Geschichte
Die Apostolische Präfektur Jian'ou wurde am 6. Mai 1931 durch Papst Pius XI. mit der Apostolischen Konstitution Quae ad religionis aus Gebietsabtretungen des Apostolischen Vikariates Foochow als Mission sui juris Jian'ou errichtet. Die Mission sui juris Jian'ou wurde am 8. Januar 1938 durch Pius XI. zur Apostolischen Präfektur erhoben.

## Ordinarien

### Superiore von Jian'ou
- Paul Adam Curran OP, 1932–1937
- William Ferrer Cassidy OP, 1937–1938

### Apostolische Präfekten von Jian'ou
- Michael Augustin O’Connor OP, 1938–1941
- Paul Adam Curran OP, 1948–1953
- Sedisvakanz, seit 1953